# Sam Hanks
Samuel Dwight Hanks, detto Sam (Columbus, 13 luglio 1914 – Pacific Palisades, 27 giugno 1994), è stato un pilota automobilistico statunitense, vincitore della 500 Miglia di Indianapolis nel 1957 su una vettura Epperly con motore Offenhauser.

## Carriera
Disputò gare su vetture midget, Turismo e Champ Car.
Corse la 500 Miglia dal 1940 al 1957, vincendola al tredicesimo tentativo e ritirandosi subito dopo l'importante conquista.
Tra il 1950 e il 1960 la 500 Miglia faceva parte del Campionato mondiale di Formula 1, per questo motivo Hanks ha all'attivo anche 8 Gran Premi ed una vittoria in F1.
Hanks morì nel 1994 e dopo la cremazione le sue ceneri vennero disperse nell'Oceano Pacifico, nei pressi di Pacific Palisades, California.

## Risultati in Formula 1
| 1950 | Scuderia                     | Vettura           |  |  |     |  |  |  |  |  |  | Punti | Pos. |
| ---- | ---------------------------- | ----------------- |  |  | --- |  |  |  |  |  |  | ----- | ---- |
| 1950 | Merz Engineering/Milt Marion | Kurtis Kraft 2000 |  |  | Rit |  |  |  |  |  |  | 0     |      |

| 1951 | Scuderia             | Vettura           |  |     |  |  |  |  |  |  |  | Punti | Pos. |
| ---- | -------------------- | ----------------- |  | --- |  |  |  |  |  |  |  | ----- | ---- |
| 1951 | Peter Schmidt racing | Kurtis Kraft 3000 |  | Rit |  |  |  |  |  |  |  | 0     |      |

| 1952 | Scuderia         | Vettura           |  |   |  |  |  |  |  |  |  | Punti | Pos. |
| ---- | ---------------- | ----------------- |  | - |  |  |  |  |  |  |  | ----- | ---- |
| 1952 | Bardahl/Ed Walsh | Kurtis Kraft 3000 |  | 3 |  |  |  |  |  |  |  | 4     | 12º  |

| 1953 | Scuderia         | Vettura           |  |   |  |  |  |  |  |  |  | Punti | Pos. |
| ---- | ---------------- | ----------------- |  | - |  |  |  |  |  |  |  | ----- | ---- |
| 1953 | Bardahl/Ed Walsh | Kurtis Kraft 4000 |  | 3 |  |  |  |  |  |  |  | 2     | 13º  |

| 1954 | Scuderia         | Vettura           |  |    |  |  |  |  |  |  |  | Punti | Pos. |
| ---- | ---------------- | ----------------- |  | -- |  |  |  |  |  |  |  | ----- | ---- |
| 1954 | Bardahl/Ed Walsh | Kurtis Kraft 4000 |  | 11 |  |  |  |  |  |  |  | 0     |      |

| 1955 | Scuderia           | Vettura           |  |  |     |  |  |  |  |  |  | Punti | Pos. |
| ---- | ------------------ | ----------------- |  |  | --- |  |  |  |  |  |  | ----- | ---- |
| 1955 | Jones & Maley Cars | Kurtis Kraft 500C |  |  | Rit |  |  |  |  |  |  | 0     |      |

| 1956 | Scuderia           | Vettura           |  |  |   |  |  |  |  |  |  | Punti | Pos. |
| ---- | ------------------ | ----------------- |  |  | - |  |  |  |  |  |  | ----- | ---- |
| 1956 | Jones & Maley Cars | Kurtis Kraft 500C |  |  | 2 |  |  |  |  |  |  | 6     | 7º   |

| 1957 | Scuderia                    | Vettura               |  |  |   |  |  |  |  |  |  | Punti | Pos. |
| ---- | --------------------------- | --------------------- |  |  | - |  |  |  |  |  |  | ----- | ---- |
| 1957 | Belond Exhaust/George Salih | Epperly Indy Roadster |  |  | 1 |  |  |  |  |  |  | 8     | 8º   |

| Legenda | 1º posto     | 2º posto | 3º posto    | A punti         | Senza punti/Non class.  | Grassetto – Pole position Corsivo – Giro più veloce |
| Legenda | Squalificato | Ritirato | Non partito | Non qualificato | Solo prove/Terzo pilota | Grassetto – Pole position Corsivo – Giro più veloce |